# بریک (لوئیزیانا)
بریک (به انگلیسی: Berwick) شهری در ایالت لوئیزیانا کشور ایالات متحده آمریکا است که جمعیت آن در سرشماری سال ۲۰۱۰ میلادی، ۴٬۹۴۶ نفر بوده‌است.